# Dirk Galuba
Dirk Galuba (Schneidemühl, 28 agosto 1940) è un attore e doppiatore tedesco.
È noto ad una parte del pubblico televisivo italiano soprattutto per avere interpretato il ruolo di Werner Saalfeld nella soap opera Sturm der Liebe, trasmessa da Mediaset con il titolo (letteralmente tradotto in italiano) di Tempesta d'amore, dove ha il ruolo del direttore dell'Hotel Fürstenhof, "baricentro" delle vicende professionali e personali dei protagonisti. 
Ha avuto dei ruoli anche in serie famose quali L'ispettore Derrick, in cui è stato uno degli attori più presenti nella serie, e Un caso per due. Inoltre recita in teatro e per il cinema.

## Filmografia

### Cinema
- Husch, husch ins Körbchen, regia di Hans Hutter (1969)
- Und der Regen verwischt jede Spur, regia di Alfred Vohrer (1972) - non accreditato
- Anita Drögemöller und die Ruhe an der Ruhr, regia di Alfred Vohrer (1976)
- Der Schimmelreiter, regia di Alfred Weidenmann (1978)
- Lili Marleen, regia di Rainer Werner Fassbinder (1981)
- Indio 2 - La rivolta, regia di Antonio Margheriti (1991)
- Dark Ages, regia di Daniel Acht e Ali Eckert - cortometraggio (2002)
- Die Wolke, regia di Gregor Schnitzler (2006)

### Televisione
- L'ispettore Derrick - serie TV, 281 episodi (1974-1998)
- Die rote Meile – serie TV, 18 episodi (1999-2001)
- Band of Brothers - Fratelli al fronte (Band of Brothers) – miniserie TV, 1 puntata (2001)
- Rosamunde Pilcher – serie TV, episodio 1x48 (2003)
- Squadra Speciale Colonia (SOKO Köln) – serie TV, episodio 4x16 (2007)
- Tempesta d'amore (Sturm der Liebe) – soap opera TV, 3890 episodi (2005-2024-)

## Doppiaggio
- Guardiano Nago in Princess Mononoke
- Malcolm McDowell in Le spie
- Drederick Tatum e Tony Ciccione in I Simpson
- Ciarán Hinds in Calendar Girls
- Wapol in One Piece